# Psihometrie
Psihometria este o ramură a psihologiei care se concentrează pe dezvoltarea și aplicarea metodelor matematice și statistice pentru a măsura și analiza caracteristicile psihologice ale indivizilor și ale grupurilor. Aceste caracteristici pot include abilități cognitive, personalitate, stări emoționale, motivație și alte trăsături psihologice.
Psihometria circumscrie două mari tipuri de activități:
- construcția de metode și instrumente de măsurare;
- dezvoltarea și rafinarea abordărilor teoretice circumscrise măsurării psihologice.

Este utilizată într-o varietate de domenii ale psihologiei, inclusiv în cercetarea psihologică, în diagnosticarea și evaluarea clinică a diferitelor tulburări psihologice și în selecția și evaluarea personalului în contexte profesionale. Psihometria este, de asemenea, importantă în educație și în luarea deciziilor în domenii precum politica publică și administrarea organizațiilor.